# Кафр-Саад
Кафр-Саад (араб. كفر سعد‎) — город на севере Египта, расположенный на территории мухафазы Думьят.

## Географическое положение
Город находится в центральной части мухафазы, в северной части дельты Нила, западнее Дамьеттского рукава, на расстоянии приблизительно 12 километров к юго-западу от Думьята, административного центра провинции. Абсолютная высота — 3 метра над уровнем моря.

## Демография
По данным переписи 2006 года численность населения Кафр-Саада составляла 22 500 человек.
Динамика численности населения города по годам:
| 1996   | 2006   |
| ------ | ------ |
| 17 829 | 22 500 |

## Транспорт
Ближайший аэропорт расположен в городе Порт-Саид, на расстоянии 30 километров к востоку от Кафр-Саада.